# La Petite Robe noire
Ne pas confondre avec la Petite robe noire de Chanel

La Petite Robe noire est un parfum créé en 2008 par Delphine Jelk et commercialisé de façon restreinte à partir de 2009 dans les boutiques Guerlain. Le 5 mars 2012, La Petite Robe Noire a été lancé commercialement dans le monde entier avec une version modifiée pour l'occasion. Cette nouvelle version de La Petite Robe Noire propose une fragrance qui s'appuie sur des notes fruitées de cerise noire et de bergamote. Dès 2013, le parfum s'est classé no 2 des ventes en France.
Cette fragrance est nommée en hommage à la petite robe noire attribuée à Coco Chanel, un symbole qui figure sur le logo du parfum dessiné par Serge Mansau. La forme du flacon est la même que celui des parfums L'Heure Bleue et Mitsouko. Le bouchon est un cœur évidé et renversé. Le corps du flacon est de couleur violet foncé, avec un léger dégradé noir.

## Le parfum
Ce parfum très féminin est floral, fruité et a comme notes de tête le citron, la badiane et un peu d'amande amère. Les notes de cœur sont la rose, le macaron framboise, et une touche de réglisse pour épicer le tout. Note de fond : thé fumé, vanille, patchouli, musc blanc. Les médias citent un « parfum aux accents de fruits rouges sur lit de macaron à la rose ».

## Campagne publicitaire
En 2012, la campagne publicitaire est confiée aux artistes Kuntzel+Deygas. Ils inventent la légende d’une robe qui prend vie pour devenir un personnage de silhouette noire dont le visage reste caché derrière l’ovale d’un grand chapeau. Les concepts et scénarios sont créés par Olivier Kuntzel et Florence Deygas et elle dessine le personnage à l’encre sur papier et signe chaque dessin de son monogramme « fl. ». Kuntzel+Deygas créent de multiples aventures sous forme de films animés, ainsi que les dessins destinés aux affiches et décors des boutiques.
À sa sortie, le premier film publicitaire est élu publicité préférée des Français.

### Presse
- Guillaume Crouzet, « Duo d'artistes pour Guerlain », L'Express Styles, no 3168,‎ 21 mars 2012, p. 24 (ISSN 0014-5270)